# Classic Cup
Classic Cup – morskie regaty żeglarskie jachtów przy użyciu wyłącznie nawigacji terrestrycznej i zliczeniowej. Regaty odbywają się zazwyczaj pod koniec września na Bałtyku na trasie Gdynia – Hel – Władysławo – Bornholm lub Szwecja (zależnie od pogody) – Gdynia. Trwają 7 dni i w tej chwili są najdłuższymi regatami pełnomorskimi organizowanymi w Polsce.

## Idea i zasady
Ideą regat Classic Cup jest rywalizacja jachtów na pełnomorskiej trasie, bez stosowania elektronicznych urządzeń nawigacyjnych (GPS, radar, elektroniczny log, echosonda, wiatromierz). Są one rozgrywane w oparciu o Regulamin Regat, który dostępny jest na stronie internetowej regat. Może w nich wziąć udział każdy jacht dłuższy niż 10 metrów z załogą gotową przyjąć zasadę fair play jako podstawową formułę organizacji. Regaty mają charakter amatorski i rekreacyjny, a nagrodą za zajęcie pierwszego miejsca jest puchar ufundowany przez Organizatorów (do 2008 puchar fundował Komandor Studenckiego Klubu Żeglarskiego Politechniki Warszawskiej).

## Historia
Pierwsza edycja odbyła się w 2005 roku na trasie ze Świnoujścia do Gdyni, od 2006 regaty rozgrywane są już na trasie z i do Gdyni. W 2007 roku wystartowało najwięcej jachtów, niestety w trakcie jednego z wyścigów niedaleko portu Gardby rozbił się jacht „Portowiec Gdański”. W związku z tym, że Izba Morska orzekła winę Kapitana i załogi organizację regat kontynuowano. W 2009 regaty nie odbyły się. W 2010 zmieniono nazwę na „Classic Cup” (poprzednio „SKŻ Classic Cup”) i od tej pory prywatnie organizują je Darek Krzemiński i Artur Krystosik, a nie jak poprzednio Studencki Klub Żeglarski Politechniki Warszawskiej.

## Wyniki
| Rok  | Liczba załóg   | Miejsce 1.     | Kapitan              | Miejsce 2.     | Kapitan              | Miejsce 3.       | Kapitan              |
| ---- | -------------- | -------------- | -------------------- | -------------- | -------------------- | ---------------- | -------------------- |
| 2005 | 4              | s/y Gwarek     | Sławomir Rudnicki    | s/y Dunajec    | Ryszardem Król       | s/y Politechnika | Darek Krzemiński     |
| 2006 | 9              | s/y Gwarek     | Sławomir Rudnicki    | s/y Farurej    | Krzysztof Bieńkowski | s/y Mokotów      | Zuzanna Łopieńska    |
| 2007 | 10             | s/y Gwarek     | Sławomir Rudnicki    | s/y Farurej    | Krzysztof Bieńkowski | s/y Wodnik II    | Artur Krystosik      |
| 2008 | 7              | s/y Gwarek     | Sławomir Rudnicki    | s/y Polski Len | Bartosz Janic        | s/y Wodnik II    | Artur Krystosik      |
| 2009 | Nie odbyły się | Nie odbyły się | Nie odbyły się       | Nie odbyły się | Nie odbyły się       | Nie odbyły się   | Nie odbyły się       |
| 2010 | 4              | s/y Wars       | Paweł Łaskawski      | s/y Isfuglen   | Artur Krystosik      | s/y Freya        | Michał Uziak         |
| 2011 | 8              | s/y Gwarek     | Agnieszka Papierniok | s/y Dunajec    | Lucjan Gadzina       | s/y Wars         | Paweł Łaskawski      |
| 2012 | 7              | s/y Dar Pucka  | Tomasz Ładyko        | s/y Wars       | Paweł Łaskawski      | s/y Dunajec      | Łukasz Ziemianek     |
| 2013 |                |                |                      |                |                      |                  |                      |
| 2014 | 2              | s/y Dar Pucka  | Darek Krzemiński     | s/y Farurej    | Medard Baran         |                  |                      |
| 2015 | 8              | s/y Sirius     | Maciej Orczykowski   | s/y Trygław    | Dominik Ragiel       | s/y Farurej      | Krzysztof Bieńkowski |
| 2016 | 6              | s/y Trygław    | Dominik Ragiel       | s/y Jager      | Darek Krzemiński     | s/y Farurej      | Krzysztof Bieńkowski |